# Spaarbank Rotterdam
Het voormalige bankgebouw van de Spaarbank te Rotterdam is een gebouw dat gevestigd is op de Botersloot in Rotterdam. Sinds de verwoesting van het originele bankgebouw van de Verenigde Spaarbank - eveneens gelegen aan de Gedempte Botersloot - bij het bombardement op 14 mei 1940 waren werkzaamheden begonnen om een nieuw bankgebouw te creëren die veel vergelijkingen had met het origineel. Hoewel het definitieve ontwerp al in 1943 klaar lag duurde het bouwproces veel langer dan gepland wegens meerdere problemen, waardoor de bouw pas in 1957 definitief gereed was - twaalf jaar na de Tweede Wereldoorlog. Het gebouw is een Rotterdams gemeentemonument.

## Geschiedenis

### Eerdere gebouwen aan de Botersloot
Voor de constructie van het uiteindelijke gebouw, waren er al een aantal andere gebouwen die door de Rotterdamsche (later Verenigde) Spaarbank in gebruik waren.
Het eerste gebouw wat bekend is, is de Vleeshal aan de Botersloot. Daar trok de Spaarbank al in op 6 mei 1818 toen het voor het eerst begon. In 1860 verhuisde de bank naar een klein koopmanshuis. In 1880 trok het bedrijf naar een specialistischer en groter gebouw. In vergelijking met de vergaderzaal in het oude hoofdgebouw, was de nieuwe vergaderzaal een stuk ruimer. Ook was er een directeurskamer aanwezig met een kleine bibliotheek.
In 1904 verhuisde de Spaarbank naar een ander gebouw, wat unieke bogen had op het dak en het onderscheidde van de rest. Tussen september en november van 1934 werd dit gebouw verbouwd en ten slotte, in 1935, kwam de laatste verhuizing voor de uitbraak van de oorlog in een gloednieuw pand wat speciaal voor de bank was gebouwd. Het gebouw was gebouwd in de Traditionalistische stijl - een stijl die vaker werd gebruikt rond deze tijd - en verschilde ten opzichte van de eerdere gebouwen omdat deze prominent de woorden "SPAARBANK te ROTTERDAM" op de gevel had. Dit in contrast met de eerdere gebouwen, die een klein bordje hadden of zelfs helemaal geen aanduiding. Het gebouw zou verder voor vijf jaar gebruikt worden tot het bombardement op de stad het zwaar beschadigde.

### Het huidige gebouw aan de Botersloot
Ondanks dat het oude hoofdkantoor zwaar beschadigd was geraakt, bleef een klein deel op de begane grond gespaard. Dit deel werd tijdelijk in gebruik genomen gedurende de eerste jaren van de oorlog om de bankzaken voort te zetten. Het zou nog zeker jaren duren voor het nieuwe gebouw uiteindelijk af was en open kon worden gesteld voor publiek.
Gedurende de oorlogsjaren werkte eerst architect Ary Abraham van Nieuwenhuyzen aan een ontwerp op de huidige locatie, met als doel het hergebruiken van de oude kluizen. In het plan van de wederopbouw kreeg het nieuwe gebouw echter een smaller, breder terrein ter beschikking omdat men wilde voorkomen dat er een achtergevel aan de Binnenrotte gebouwd zou worden. Door tussenkomst van het Adviesbureau Stadsplan Rotterdam (ook wel bekend als ASRO) dat ontevreden was over het plan van huisarchitect Nieuwehuyzen, werd een nieuwe architect van 'hoger niveau' aangesteld: Jacobus Johannes Pieter Oud. Voor de oorlog was hij, in de twintiger jaren, een van de leidende figuren in de Nederlandse architectuur. Echter, tegen het eind van de jaren dertig begon hij serieuze twijfels te krijgen over de principes van de stroming van het Nieuwe Bouwen en dit is ook goed terug te zien in het uiteindelijke gebouw: Het is, net als het voormalige hoofdkantoor van de Bataafsche Import Maatschappij in Den Haag, een poging om de eenvoudige vormgeving die zo prominent was in de twintiger jaren, op te voeren tot een 'gedifferentieerder uitbeelding'. Hij gebruikte een symmetrische opzet en ornamenten, iets wat binnen het Nieuwe Bouwen als vloek werden beschouwd.
Hoewel het eerste ontwerp al zo vroeg als 15 april 1942 aan de directie van de Spaarbank werd gepresenteerd en het definitieve ontwerp af was in oktober 1943, waren er meerdere problemen die de bouw hinderde. Allereerst was er het probleem van de algehele bouwstop van 1 juli 1942 die in gang was gezet door de bezetter. Dit maakte de bouw van andere gebouwen zoals die van het nieuwe hoofdgebouw van de Rotterdamsche Bank aan de Coolsingel al moeilijk, en vertraagde de bouw van dit gebouw tot minstens 1945. Daarna voltrokken zich nog meerdere andere problemen over de jaren: De begrenzing van het terrein werd gewijzigd, de opstelling van de architectencommissie van de ASRO werkte niet mee, de directie van de Spaarbank kwam steeds met nieuwe eisen en er waren problemen met de onteigening van een stuk grond. In 1952 werd pas het hoofdbestek gerealiseerd en precies zeventien jaar na het bombardement - op 14 mei 1957 - was de nieuwe Spaarbank dan eindelijk af. Een dag later, op 15 mei 1957, werd de eerste klant in het gloednieuwe gebouw verwelkomd. Dat dit gebouw eindelijk opgeleverd was, was een grote opluchting voor veel Rotterdammers; zeker de helft van hen had namelijk een rekening bij de Spaarbank, die ook twintig bijkantoren had destijds.
Over de creatie van het nieuwe gebouw, berichtte het sociaaldemocratisch dagblad Het Vrije Volk op 13 december 1950 het volgende: "De spaarzame en sparende Rotterdammers behoeven dus mr P. E. W. Lugt, de directeur van „de Botersloot" helemaal niet van onspaarzame, ja van luxueuze neigingen te verdenken, als hij het noodzakelijk acht, dat er een nieuw hoofdkantoor wordt gebouwd. Want zelfs het oplappen van de ruïne zou veel te duur en veel te onpractisch zijn om er een goed geoutilleerde spaarbank in te kunnen vestigen. Zulk een instelling vereist als een voor ieder bereikbaar centrum de ruim 300.000 rekeningcourant-kaarten, die zowel voor het publiek (de spaarders) als voor het personeel dagelijks de verlangde gegevens moet verschaffen. Een gebouw met een grote grondoppervlakte wordt daardoor noodzakelijk en deze mogelijkheid wordt door de opgelapte ruïne van het vroegere kantoor niet geboden. Bovendien was men veertig jaar geleden veel te royaal met de ruimte; kamers van 6.5 meter hoog vinden we tegenwoordig te onpractisch, al was het reeds alleen in verband met de verwarming."
Het gebouw werd na de opleving nog gebruikt door de Rotterdamse Spaarbank tot 1981, toen de bank fuseerde met de Amsterdamse Centrumbank en Bondsspaarbank Breda. In september 1983 werd de naam gewijzigd in Verenigde Spaarbank (de latere VSB Groep). Begin jaren negentig (zo rond 1993) was besloten om het gebouw aan de Botersloot te verlaten en kwam het een aantal jaren leeg te staan. In 1996 tekende architectenbureau De Nijl een verbouwing van het voormalige bankgebouw tot een woonhotel, maar daar kwam een einde aan toen in 1999 het Berlage Instituut - een postacademische opleiding voor architecten - het gebouw betrok. In de tussentijd vestigde zich nog een aantal architectenbureaus in de navolgende jaren.
In 2012 besloot ook het Berlage Instituut te verhuizen vanwege bezuinigingen naar de Technische Universiteit Delft. Sinds 2014 is het particuliere Luzac Lyceum in het gebouw gevestigd en daarvoor werd het gebouw verbouwd. In 2020 heeft ook het Luzac besloten om het gebouw te verlaten en te verhuizen naar het voormalige ABN AMRO kantoor op de Willem Ruyslaan, waardoor het gebouw hierdoor opnieuw leeg komt te staan.

## Vormgeving en interieur
Oud gebruikte voor de realisatie traditionele en architectonische middelen als symmetrie, een geometrisch maatsysteem en verschillende decoraties en beeldhouwwerken. Daartegenover was de plattegrond weer heel functioneel.

### Exterieur en beelden
Het gebouw heeft een betonskelet en de gevels zijn gemaakt van een lichtkleurige, geglazuurde soort baksteen. Dezelfde baksteen zijn te vinden in het B.I.M. gebouw van J.J.P. Oud in Den Haag. Ook de pilasters tussen de vensters zijn zoals daar: prefab sierbeton elementen van een  het licht richtende parabolische vorm. Verder is, zowel bij het interieur als het exterieur, veel natuursteen toegepast. Verder is dit gebouw kenmerkend door de door Oud ontworpen ornamenten, zoals de ronde roosvensters bij de trappenhuizen, de ijzeren tralies voor de ramen en het beeldhouwwerk wat boven de deur hangt: een hand die een muntstuk in een spaarvarken stopt, gecombineerd met de plattegrond van Rotterdam. Bij de balkons en de zijgevels zijn zes beelden geplaatst die door beeldhouwer Aart van den IJssel zijn gemaakt. Ze stellen zes zogeheten 'spaarbeesten' voor: verschillende dieren die vaak aan het sparen van voedsel doen. Er werd gekozen voor inheemse diersoorten; de hamster, de egel, de das, de eekhoorn, de bij en de mier.
Over het exterieur van het gebouw zei de heer Oud het volgende in Het Vrije Volk van 13 mei 1957: "Architect Oud heeft geprobeerd de associaties, die het begrip Spaarbank bij hem wekken, in het gebouw tot uitdrukking te brengen. Hij vertelde ons, dat de Spaarbank hem deed denken aan soliditeit, waardigheid en karakter. Hij wilde zijn ontwerp met deze begrippen doen overeenstemmen en het bovendien een zeer eigen vorm geven. “Hoewel ik grote bewondering heb voor de wederopbouw van Rotterdam, meen ik dat er te weinig markante punten zijn," aldus dr. Oud, ”te veel gebouwen hebben een gelijke of bijna gelijke architectuur."".
Bij de voorbereiding van de plannen had de toenmalige associé van Oud, ir. J.H. Albarda een belangrijke rol in de functionele analyse van de indeling van het gebouw. Van hem is de verbouwing van een Spaarbank-kantoortje aan de Mijnsherenlaan.

### Interieur
Het interieur bestaat uit een ellipsvormige, centrale hal met glazen dak op de begane grond voor het publiek. De kantoren liggen er in een U-vorm omheen; alleen op de begane grond zijn er kantoren aan vier zijden rond de centrale hal. Er zijn trappenhuizen op de vier hoeken en de hoofdingang ligt aan de Botersloot. Ook zijn er zijingangen voor het kantoorpersoneel en voor verhuurbare kantoren op de hogere verdiepingen.
Oud werkte tevens aan het interieur van de nieuwe Spaarbank. Hij ontwierp speciaal meubilair, zoals een zithoek met stalen buismeubelen met Skai bekleding, een vergadertafel en vier losse tapijten. Het meubilair is sindsdien onderdeel van de collectie van het Nederlands Architectuurinstituut geworden.

Fotogalerij
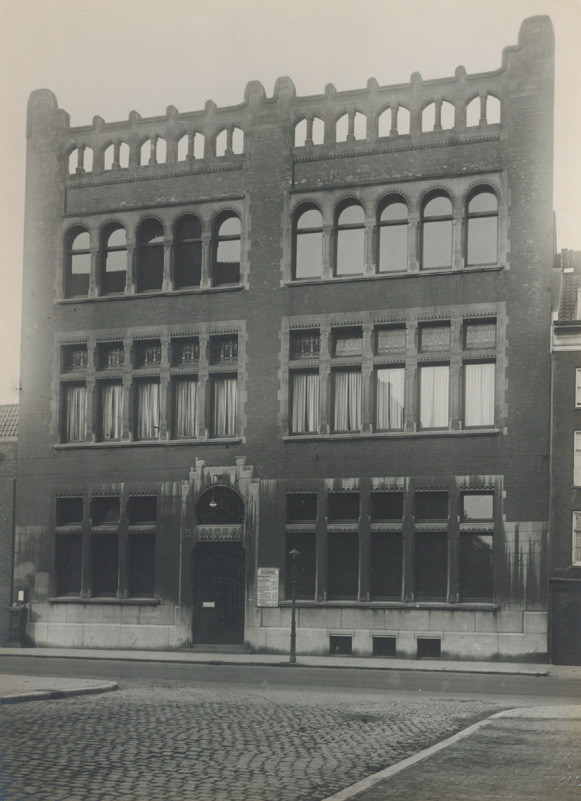
Het eerste, propere gebouw die de Spaarbank van Rotterdam gebruikte na de Vleeshal in 1928 - 1932
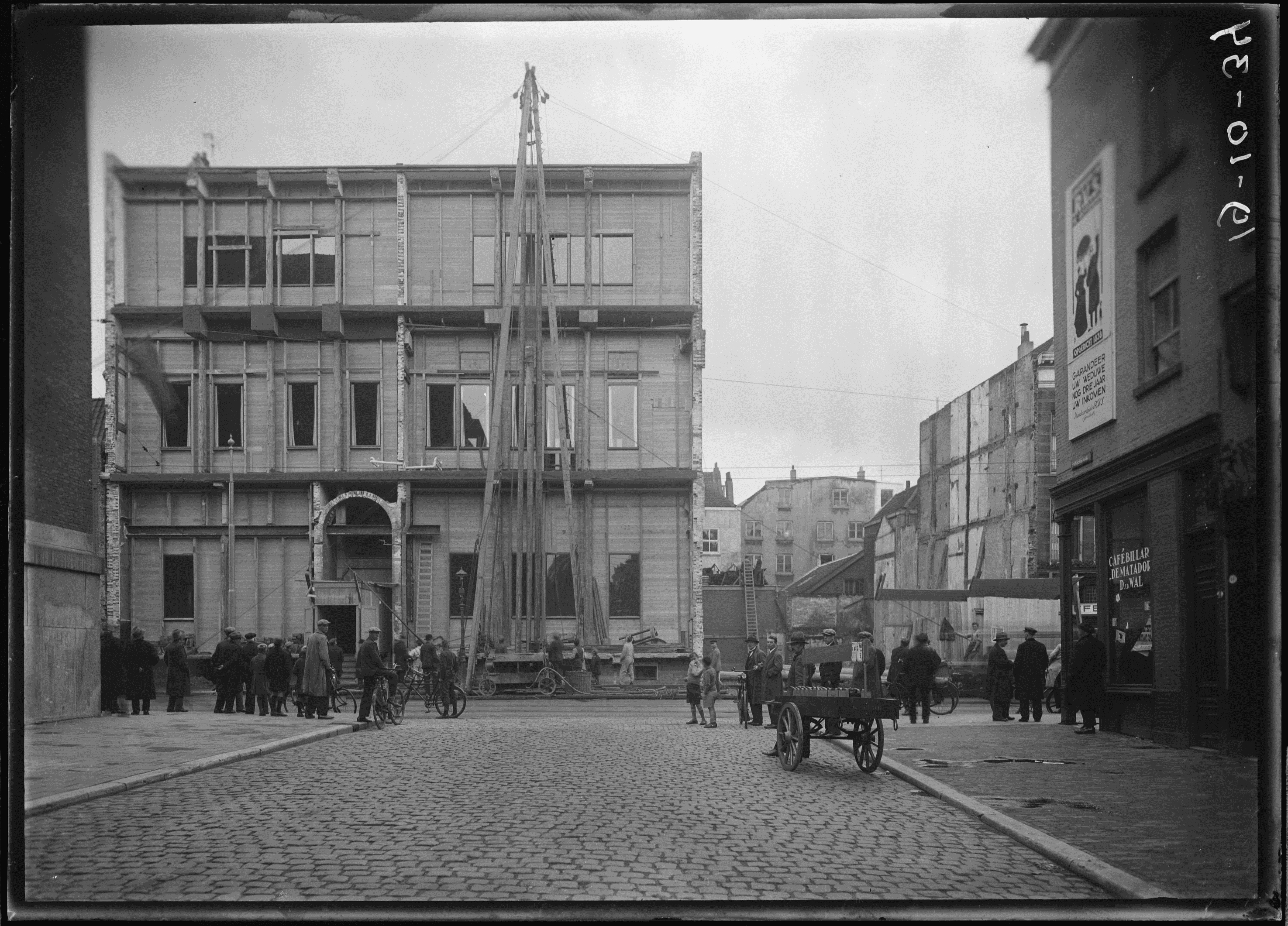
De verbouwing van het eerste gebouw van de Spaarbank in 1934.
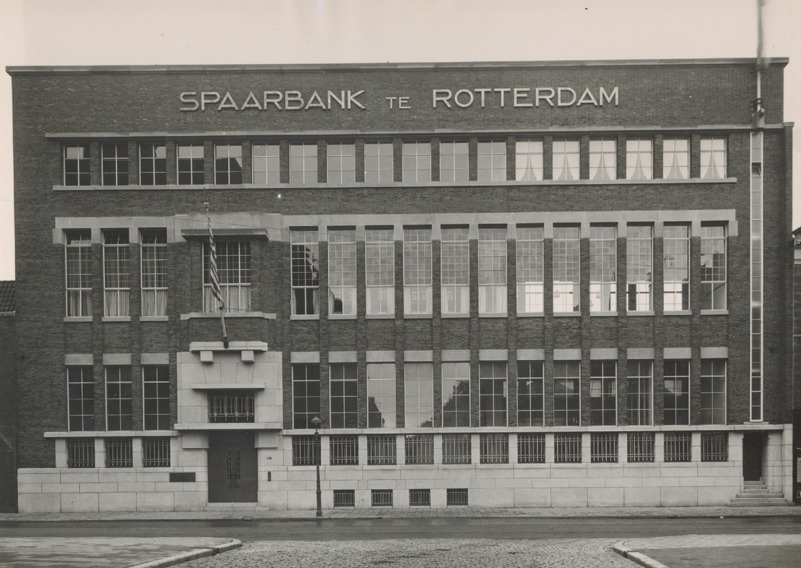
Het laatste, nieuwe gebouw specifiek gebouwd voor de Spaarbank aan de Botersloot in 1935 - 1940. Dit gebouw zou slechts vijf jaar dienst doen als het officiële Spaarbankgebouw voor het bombardement.
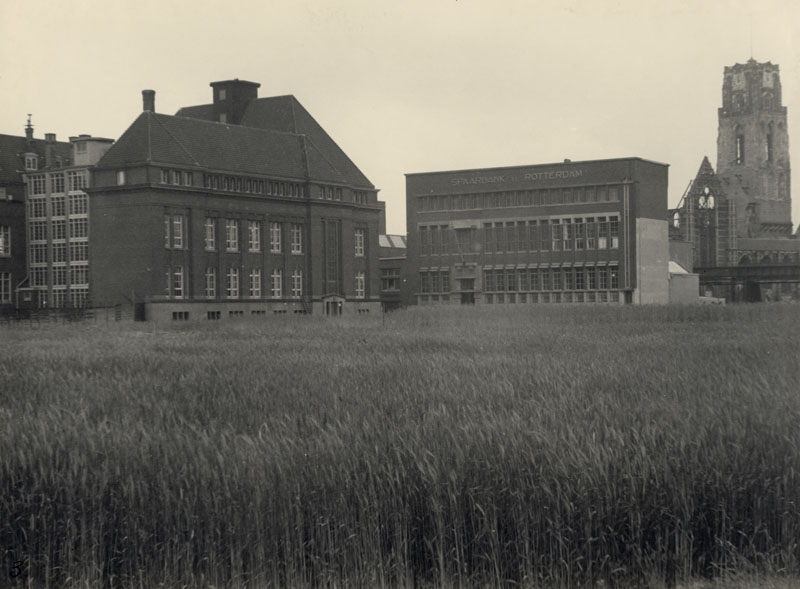
Na het bombardement op Rotterdam was het gebouw beschadigd maar kon de onderste vloer in gebruik worden genomen voor tijdelijke zaken. Deze foto van 1944 laat ook de intacte Gemeentebibliotheek en zwaar gehavende Sint-Laurenskerk zien.
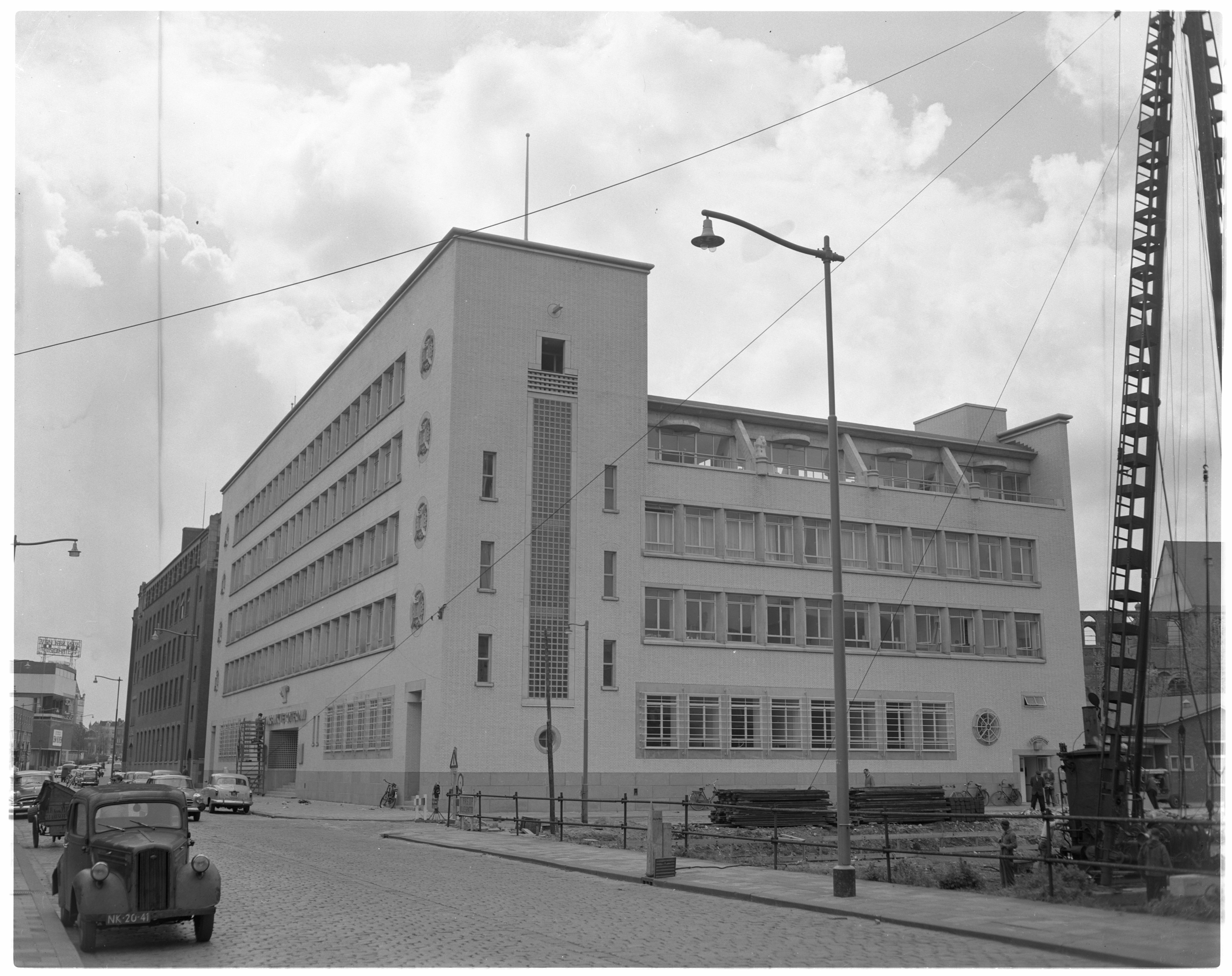
Na meer dan tien jaar opende het nieuwe gebouw van de Spaarbank Rotterdam in 1957. Direct ernaast is het gebouw van de Plaatselijke Telefoondienst/PTT.
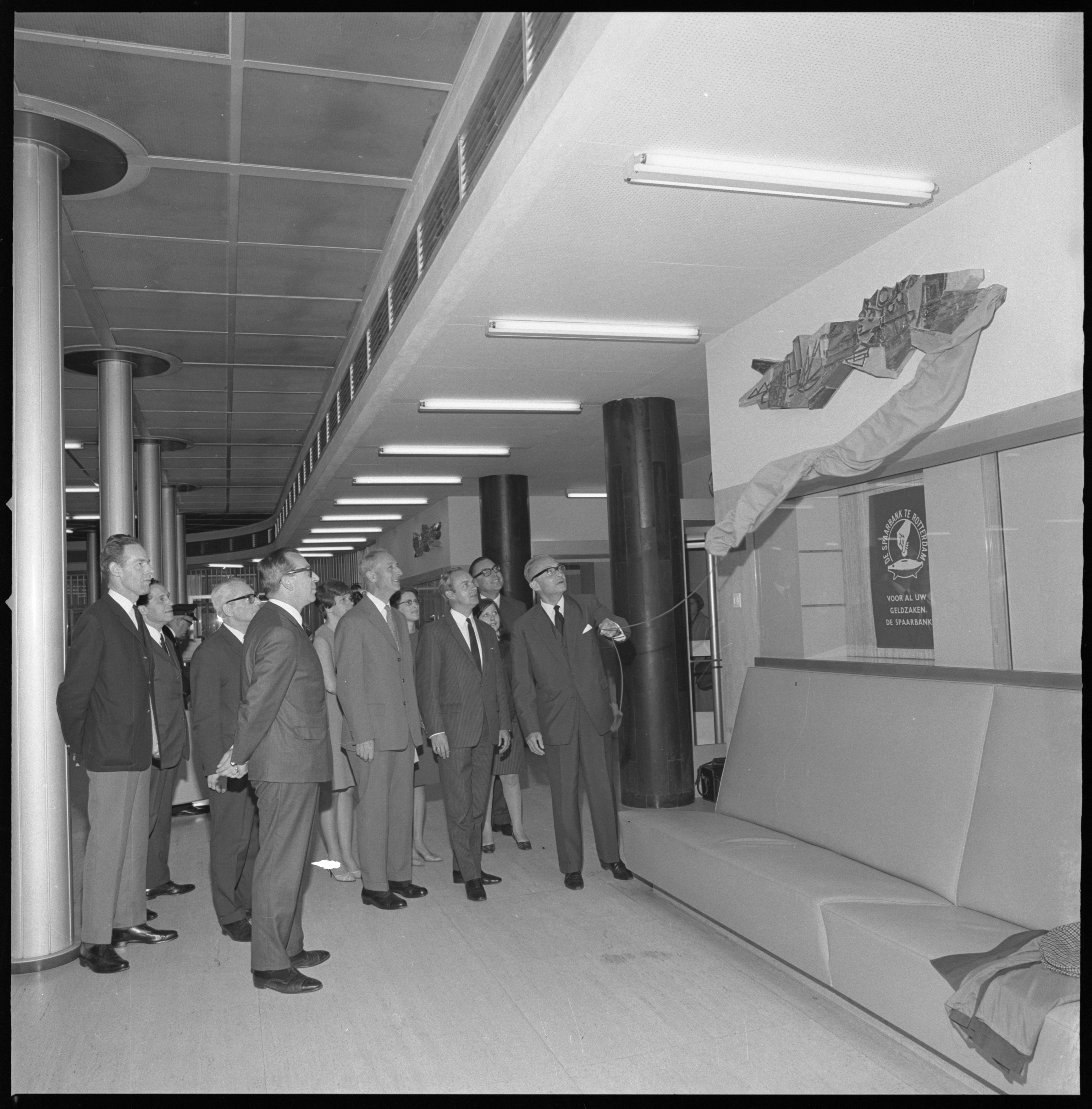
De onthulling van een nieuw kunstwerk in het gebouw in 1968.
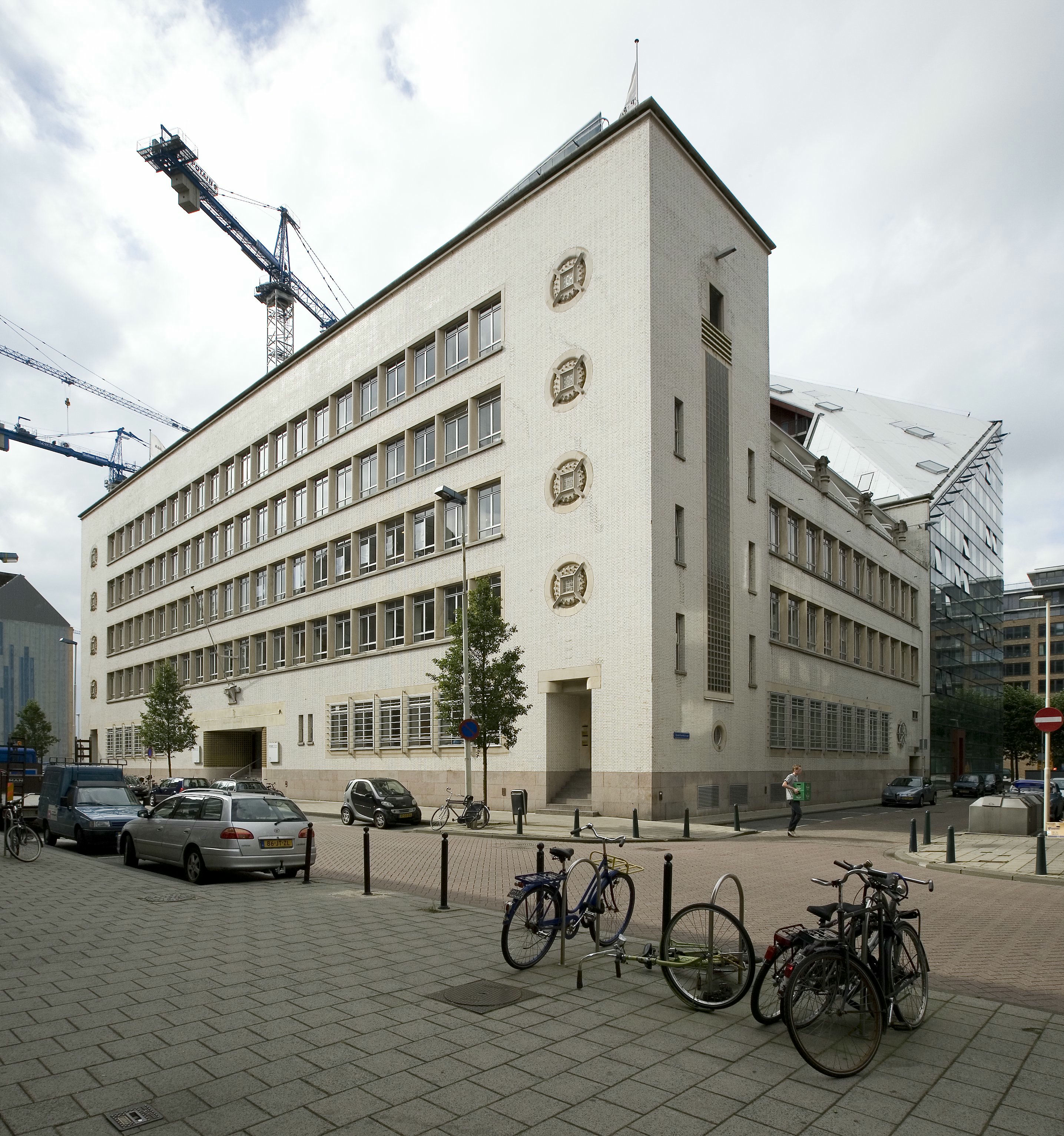
Het gebouw in 2007.
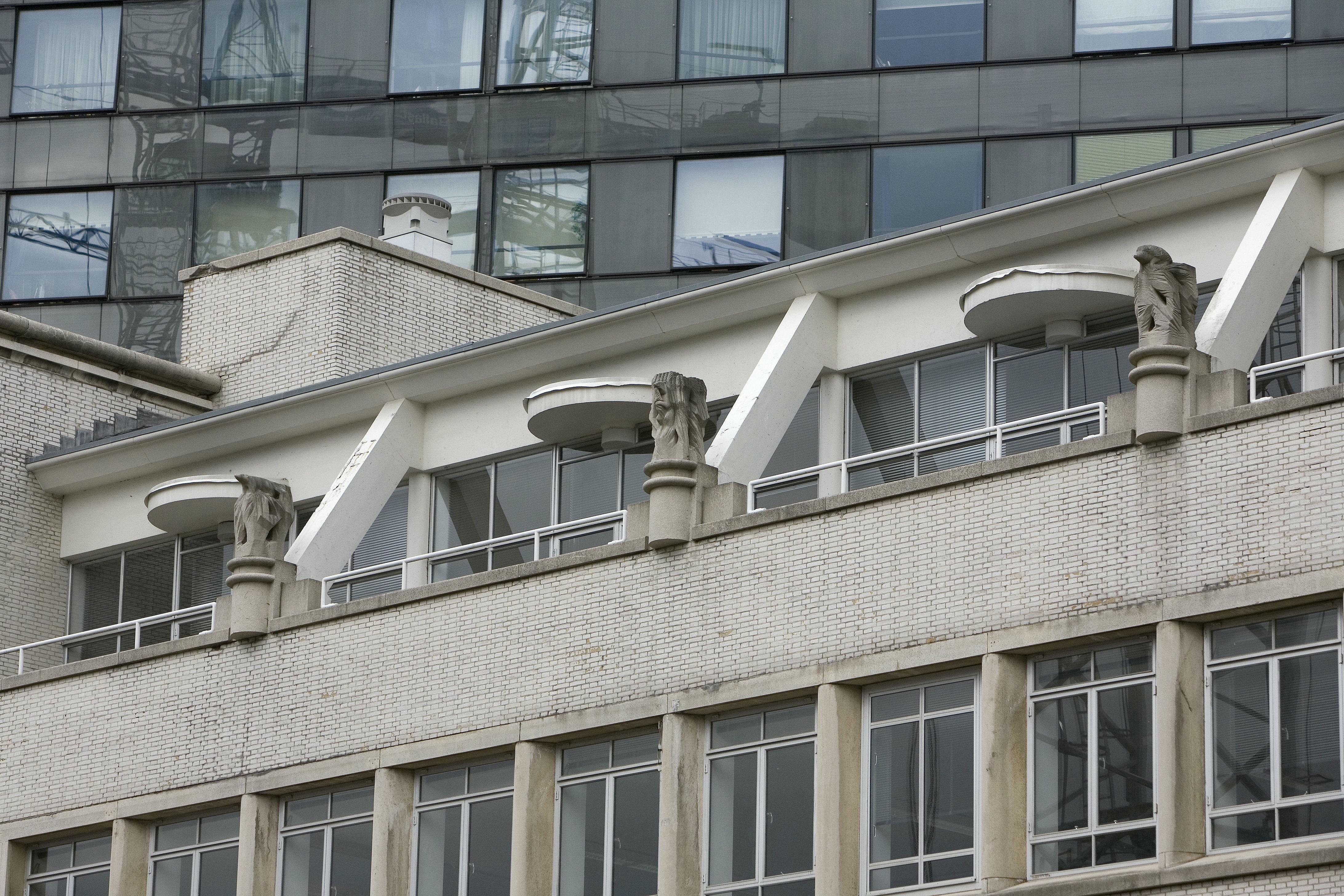
Het bovenste gedeelte van de gevel van de Spaarbank in 2007.